# Knight Bachelor
Knight Bachelor ist der niedrigste Rang des britischen Titularadels.
Der Titel wird durch den britischen Monarchen als Auszeichnung an männliche britische Staatsbürger oder männliche Staatsbürger eines Commonwealth Realm verliehen. Die Verleihung des Titels ist mit der Nobilitierung, also der Erhebung in den niederen Adelsstand (Ritterstand), verbunden sowie mit dem Recht, das Prädikat Sir als Präfix vor dem Vornamen führen zu dürfen. Der Titel kann im Gegensatz zu den Knight-Rängen der staatlichen Ritterorden nicht an Frauen oder Ausländer verliehen werden. Der Titel des Knight Bachelor wird ausschließlich als persönlicher Adelstitel verliehen und ist damit nicht erblich.

## Herkunftsgeschichte
Nach Auffassung des Historikers William Arthur Shaw geht der Zusatz „Bachelor“ auf das normannisch-französische Wort battalere zurück, das jemanden bezeichne, der auf dem Schlachtfeld gekämpft hat. Der Rang entstand im Früh- und Hochmittelalter in den spanischen und französischen Gebieten und bezeichnete den freien, losen Ritter, der arm war, selbst oft über kein Lehen verfügte und wenn, keine Vasallen hatte. Er konnte also nur sich selbst (natürlich auch seine Gehilfen, sofern vorhanden) im Heeresaufgebot seines Feudalherrn einschreiben. Im Gegensatz zum Knappen bzw. Squire war er bereits richtiger Ritter (hatte also den Ritterschlag erhalten) und nicht etwa bloß Ritter-Anwärter. Im Gegensatz zum Knight Banneret, der Vasallen unter seinem Banner anführte, führte der Bachelor keine anderen Ritter, sondern kämpfte unter fremdem Banner. Der Rang bezeichnete nicht so sehr Armut, sondern vielmehr Jugend. In den Chansons de geste werden die jungen Ritter, die noch kein Lehen bzw. keine Gemahlin hatten, die ein Lehen als Mitgift einbringen konnte, bacheler oder bachelor genannt. Sie kämpften oft in den ersten beiden Schlachtreihen. Auch die fahrenden Ritter, die auf Abenteuersuche umherzogen, turnierten und sich bei verschiedenen Feudalherrn verdingten, nannte man Knights Bachelor.
Die formelle Verleihung der Würde eines Knights Bachelor findet sich erstmals während der Herrschaft von König Heinrich III. im 13. Jahrhundert. Gegenwärtig wird diese Würde meist für Verdienste um die Öffentlichkeit verliehen, in manchen Fällen aber auch aufgrund eines bestimmten Amtes. So sind beispielsweise alle männlichen Richter des High Court of England and Wales Knights Bachelor.

## Protokollarischer Rang
Im Mittelalter wurde bei englischen Knights ursprünglich zwischen zwei Rängen, den ranghöheren Bannerets und den rangniederen Bachelors, unterschieden. Im Laufe der Zeit entstanden parallel staatliche Ritterorden, deren Knights zwischen denen der Bannerets und der Bachelors rangierten. Der Titel eines Knight Banneret wurde im Zuge der nachlassenden militärischen Bedeutung der Ritter nach 1642 nicht mehr verliehen.
Bis heute steht ein Knight Bachelor in der Protokollarischen Rangordnung unter oder hinter jenen Rängen der staatlichen Ritterorden, die ebenfalls in den Adelsrang eines Knights erheben (z. B. Knight Companion im Hosenbandorden; Knight Commander und Knight Grand Cross im Order of the British Empire).

## Verleihungszeremonie
Bei der entsprechenden Verleihungszeremonie (Investitur) kniet der Auszuzeichnende auf einem Kissen nieder, worauf er vom Souverän – derzeit Charles III. – mit einem Schwert zunächst auf der linken, dann auf der rechten Schulter berührt wird. Eine besonders festgelegte „Weiheformel“, die dabei gesprochen wird, gibt es nicht. Der Souverän kann sich beim Ritterschlag auch vertreten lassen, so dass in der Vergangenheit auch andere Mitglieder der königlichen Familie mit der Zeremonie beauftragt wurden. Beispielsweise wurde Mick Jagger 2003 von Prinz Charles statt von Elisabeth II. zum Ritter geschlagen.

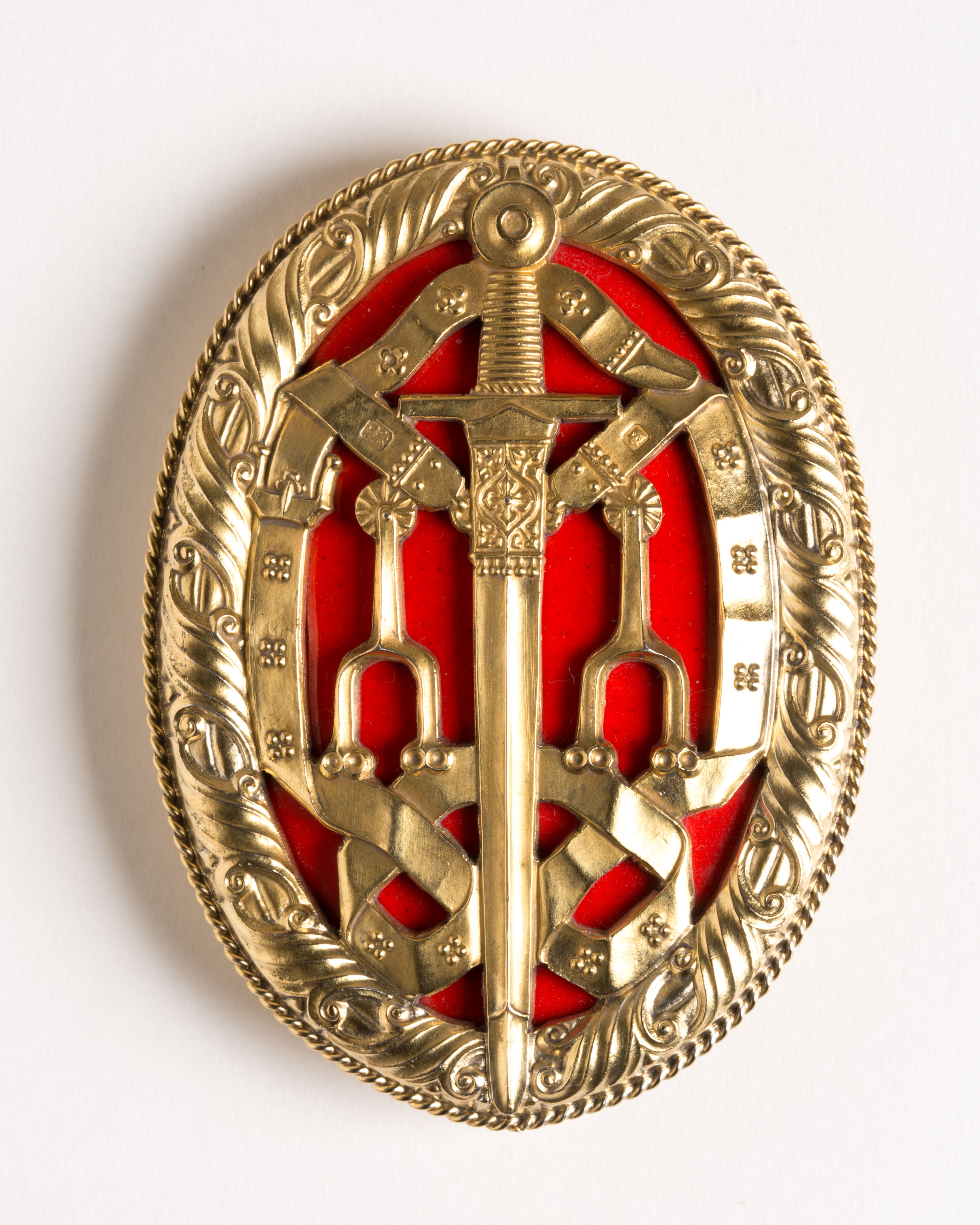
Das 1926 eingeführte Abzeichen der Knights Bachelor

Bandschnalle eines Knights Bachelor

## Anrede und Insigne
Die direkte Anrede für einen Knight lautet „Sir“ zusammen mit dem Vornamen (zum Beispiel „Sir Simon“ für Simon Rattle). Der Titel wird Bestandteil des Namens („Sir Simon Rattle“). In der Regel führen die Knights Bachelor hinter ihrem Nachnamen keine offizielle Abkürzung für die Art ihrer Auszeichnung, wie es etwa bei den Ordensrittern üblich ist (zum Beispiel Sir Winston Churchill, KG). Ausnahmsweise kann allerdings der Zusatz „Kt“ (Knight, nicht zu verwechseln mit „KT“, Knight of the Thistle) verwendet werden, wenn ansonsten der Umstand, dass die betreffende Person auch Knight Bachelor ist, aufgrund einer späteren höheren Auszeichnung (etwa mit einer Life Peerage), die den Ritterrang eigentlich konsumiert, nicht erkennbar wäre. Die Anrede für eine Ehefrau eines Knights lautet „Lady“ zusammen mit dem Familiennamen (zum Beispiel „Lady Morgan“ für Sydney Morgan). 
Als äußeres Zeichen der Ehrung können die Knights Bachelor eine im Jahr 1926 zu diesem Zweck geschaffene Plakette am Revers tragen.
Möglich und überaus häufig ist hingegen die Kombination des Knight Bachelor mit einem der niedrigeren Ränge der staatlichen Ritterorden. Dies kann bisweilen zu Verwechselungen in der Frage führen, woher die betreffende Person ihre Anrede als „Sir“ bezieht. Beispielsweise wurde Paul McCartney bereits 1965 zusammen mit den anderen Beatles als MBE zum Mitglied des Order of the British Empire ernannt, was aufgrund des niedrigen Ranges, den er erhielt, noch keine Nobilitierung mit sich brachte. Den Titel „Sir“ erhielt er hingegen erst 1997, als ihn Königin Elisabeth II. als Knight Bachelor zum Ritter schlug. Ähnliche Beispiele sind Sir Alec Guinness (CBE 1955, Knight Bachelor 1959) oder Sir Elton John (CBE 1995, Knight Bachelor 1997). Hingegen war etwa Sir Edmund Hillary nie Knight Bachelor, sondern erhielt seine Ritterwürde 1953 durch Erhebung in den Rang eines Knight Commanders des Order of the British Empire.

## Verleihungspraxis
Im Hinblick auf die heute übliche Verleihungspraxis geht die Richtung dahin, dass mit der Ernennung zum Knight Bachelor meist das Lebenswerk eines besonders bedeutenden Künstlers, Forschers, Sportlers oder Unternehmers ausgezeichnet wird.
Die Ernennung zum Knight Commander in einem der Ritterorden dient dagegen eher zur Ehrung von hochrangigen Beamten oder Militärs, die vielfach bereits einen niedrigeren Rang im betreffenden Ritterorden besitzen – meist handelt es sich dabei um langjährige Spitzenbeamte in den britischen Ministerien oder um hohe Offiziere wie die Oberkommandierenden der Teilstreitkräfte. Als – im Detail freilich ungenaue – Faustregel kann angenommen werden, dass die einer breiten Öffentlichkeit bekannten „Sirs“ zumeist Knights Bachelor sind. Die Ernennung eines Knight Commander zum Knight Bachelor ist bisher nicht vorgekommen, weil der Knight Bachelor hinter dem Ordensritter rangiert. Der umgekehrte Fall ist möglich. Frauen hingegen werden unter den Umständen, unter denen Männer zum Knight Bachelor ernannt werden, regelmäßig zur (formal eine Rangstufe darüberstehenden) Dame Commander des Order of the British Empire (DBE) ernannt.